# 589
589 (DLXXXIX) fue un año común comenzado en sábado del calendario juliano, en vigor en aquella fecha.

## Acontecimientos
- 8 de mayo: en Toledo (península ibérica), el rey visigodo Recaredo ―recién convertido del cristianismo arriano al cristianismo católico― inaugura el III Concilio de Toledo. Él había convocado a todos los obispos del reino visigodo (formado por Hispania y la Septimania francesa), cuya religión oficial había sido el arrianismo. Asistieron 62 obispos católicos y 8 obispos arrianos. Recaredo anatematizó a Arrio y sus doctrinas, prohibió que las personas judías ocuparan cargos públicos y se casaran con personas cristianas, y se atribuyó la conversión de los pueblos godo y suevo al catolicismo. Actualmente este se considera el nacimiento de la nación católica española.
- Concilio de Narbona.

## Fallecimientos
- 1 de marzo: David, santo patrón de Gales.